# 7th (A.F.R.Oのアルバム)
『7th』はA.F.R.Oのメジャー3枚目のアルバム。トイズファクトリーから2015年8月26日に発売された。

## 収録曲
1. Intro〜kickass〜 [2:12]
  - 作詞・作曲 : A.F.R.O
2. Just do it [3:46]
  - 作詞・作曲 : A.F.R.O
3. 感情的世界 [3:23]
  - 作詞・作曲 : A.F.R.O
4. パリピJAPON [3:18]
  - 作詞・作曲 : A.F.R.O
5. Short Vacation [3:54]
  - 作詞・作曲 : A.F.R.O
6. リスタート [5:01]
  - 作詞・作曲 : A.F.R.O
7. New Vision [3:31]
  - インストゥルメンタル曲。
8. 君がいれば何もいらない未来 [4:07]
  - 作詞 : A.F.R.O/SHIKATA 作曲 : A.F.R.O
9. はじめの一歩 [4:29]
  - 作詞 : A.F.R.O/上中丈弥 作曲 : A.F.R.O
10. Life Goes On [5:10]
  - 作詞・作曲 A.F.R.O
11. 続く。[1:49]
  - インストゥルメンタル曲。
12. トライ&エラー feat.GAKU-MC [3:42]
  - GAKU-MCとのコラボレーション曲。
  - 作詞・作曲 : A.F.R.O/GAKU-MC